# Лабораторията на Декстър
„Лабораторията на Декстър“ (на английски: Dexter's Laboratory) е американски анимационен сериал по идея на Генди Тартаковски. Някои от режисьорите и сценаристите са самият Генди Тартаковски, Румен Петков, Крейг Маккрекън, Сет Макфарлън, Буч Хартман, Роб Рензети, Пол Ръдиш, Джон Макинтайър и Крис Савино. Първите 2 сезона съдържат и 2 под-сериала Набери М за маймунка (Dial M for Monkey) и Приятелите на справедливостта (Justice Friends), които се излъчват като втория сегмент на епизода.
Генди Тартаковски предлага анимацията за поредицата World Premiere Toons. Три късометражни филмчета се създават и се излъчват през 1995 и 1996 г. по американския Cartoon Network. Поради голям интерес, Лабораторията на Декстър става собствен сериал и прави своя дебют на 28 април 1996 година. До 1999 година се продуцират 2 сезона с общо 52 епизода и телевизионен филм, след това Генди напуска проектът, за да започне работа със Самурай Джак и сериалът е спрян от продукция. През 2001 година Cartoon Network решават да го върнат в продукция с нов продуциращ екип, създават се още 2 сезона и общият брой епизоди става 78 и сериалът излъчва последния си епизод на 20 ноември 2003 година.
Лабораторията на Декстър става един от най-популярните и най-успешни оригинални сериали на Cartoon Network и довежда до промяна на посоката на канала към създаването на повече оригинални продукции. През годините сериалът е получавал високи рейтинги и положителни мнения, както и номинации за 4 Емита и други награди.
На 22 януари 2013 г. Adult Swim качват онлайн неизлъчен епизод на сериала със заглавието „Грубо премахване“. Причината, че не стига до ефир е прекомерен език и съдържание.

## Сюжет
Декстър е малък гений, който работи върху научни проекти в изключително добре оборудвана тайна лаборатория. Той прилага строг и систематичен научен подход към изследователската си работа, както и към всекидневните си задължения на ученик и дете. Но заниманията му са често прекъсвани от сестричката му Ди Ди, почитателка на еднорозите, балета, плюшените играчки и розовия цвят. Декстър се опитва да ограничи достъпа до тайната си лаборатория и измисля всевъзможни пароли и кодове, които обаче Ди Ди интуитивно отгатва.
Типични за „Лабораторията на Декстър“ са отвореният край и по-скоро липсата на щастлив край. Героите не винаги намират решение за своите проблеми, а понякога дори ги утежняват.

## Герои

### Представяне
Декстър е малък гений, който обича да прекарва времето си в тайната си лаборатория. Той обича точните науки и изобретява неща като машина за клониране на живи същества, огромни роботи, специални вещества и други. Той е извънредно умен, но няма много приятели и няма добри способности за общуване. В стаята му има голяма библиотека с много научна литература.
Ди Ди е сестрата на Декстър, облечена като балерина, в розов цвят, обожава плюшените играчки, балета, еднорозите, цветята и кани на гости свои приятелки, с които танцува балет и измисля игри. В стаята ѝ има многобройни изграчки, най-често в розови цветове, или с флорални мотиви. Любимото ѝ занимание е да притеснява брат си.
Майката и бащата присъстват в епизодите, но са неспособни да забележат каквото и да е. Те напомнят на роботи, които боравят с ограничен брой реплики, като „Деца, хайде на вечеря!“ или „Деца, време е за лягане!“. Удивително е как не са разкрили тайната лаборатория.

### Отношения между героите
Декстър се дразни от лекомисленото и наивно поведение на Ди Ди. Той не разбира интересите ѝ, не разбира и защо тя иска да „играят“ заедно – за него най-интересна е работата в лабораторията. Ди Ди от своя страна никак не се интересува от точни науки, а от игри и играчки, които са по един или друг начин „сладки“. За нея да общува с другите е важно, затова и често посещава лабораторията, понякога дори с приятелки. Там тя поврежда някои от гениалните изобретения на Декстър, но никога не се притеснява от това. Декстър е вманичен в изобретенията си и когато се случи те да бъдат повредени, той бързо се ядосва и сърди, повишава тон. Разбира се, той обича сестра си Ди Ди, но е неспособен да изрази чувствата си към нея. Тези отношения между двамата толкова различни герои стоят в основата на филмчето. Случва се Ди Ди да бъде въвлечена в неприятности и тогава Декстър я спасява с помощта на изобретенията си. С течение на епизодите става ясно, че Ди Ди в известна степен притежава интелигентност, както и общува по-лесно и в определени ситуации се справя по-добре от гения Декстър.

## „Лабораторията на Декстър“ в България
В България сериалът започва излъчване на 3 септември 2007 г. като част от детската програма на Диема Фемили, всеки делничен ден от 14:20 през първите две седмици, а от третата в 14:45. Излъчени са първи и втори сезон. През януари 2008 г. започват повторенията им.
На 31 май 2009 г. трети сезон започва по Нова телевизия с разписание всяка събота от 09:00 и в неделя като част от детската програма „Часът на Уорнър“, също от 09:00. След трети сезон започва и последният четвърти, който приключва на 27 септември. На 3 януари 2010 г. започва повторно излъчване от трети сезон, всяка събота и неделя от 09:00.
На 2 юли 2012 г. сериалът започва излъчване по Cartoon Network, всеки делник от 19:30.

## Песничката
Българският вариант на песента в края е превеждан само в първи и втори сезон. Той гласи:
| „ | Влезте на свой риск през металната врата, зад която се случват всевъзможни неща, каквито светът не е виждал досега. В лабораторията на Декстър живее най-умното момче, което познавате! Но Ди Ди проваля експериментите му и създава навсякъде бъркотия. Настъпва ужас и мрак, когато всичко избухва пак в лабораторията на Декстър! | “ |